# Wang Yan (athlétisme)
Pour les articles homonymes, voir Wang Yan.
Wang Yan (née le 3 mai 1971 dans le Liaoning) est une athlète chinoise spécialiste des épreuves de marche athlétique.

## Carrière

### Palmarès
| Date | Compétition                  | Lieu      | Résultat | Épreuve              | Performance     |
| ---- | ---------------------------- | --------- | -------- | -------------------- | --------------- |
| 1986 | Championnats du monde junior | Athènes   | 1re      | 5 000 mètres marche  | 22 min 3 s 65   |
| 1993 | Coupe du monde de marche     | Monterrey | 1re      | 10 km marche         | 45 min 10 s     |
| 1993 | Championnats du monde        | Stuttgart | —        | 10 km marche         | DSQ             |
| 1995 | Coupe du monde de marche     | Pékin     | 14e      | 10 km marche         | 44 min 25 s     |
| 1996 | Jeux olympiques d'été        | Atlanta   | 3e       | 10 km marche         | 42 min 19 s     |
| 1997 | Championnats du monde        | Athènes   | 12e      | 10 000 mètres marche | 46 min 21 s 69  |
| 1999 | Championnats du monde        | Séville   | 2e       | 20 km marche         | 1 h 30 min 52 s |
| 2001 | Jeux de l'Asie de l'Est      | Osaka     | 3e       | 20 km marche         | 1 h 35 min 36 s |

1. ↑  Disqualifiée

### Records
| Épreuve             | Performance     | Lieu             | Date             |
| ------------------- | --------------- | ---------------- | ---------------- |
| 5 000 mètres marche | 21 min 33 s 8   | Jinan            | 9 mars 1986      |
| 10 km marche        | 41 min 16 s     | Eisenhüttenstadt | 8 mai 1999       |
| 20 km marche        | 1 h 26 min 22 s | Canton           | 19 novembre 2001 |